# Botrychium pallidum
Botrychium pallidum là một loài dương xỉ trong họ Ophioglossaceae. Loài này được W.H. Wagner mô tả khoa học đầu tiên năm 1990.

## Hình ảnh

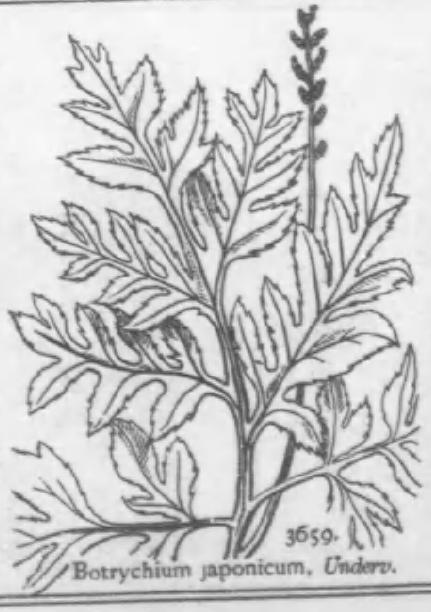
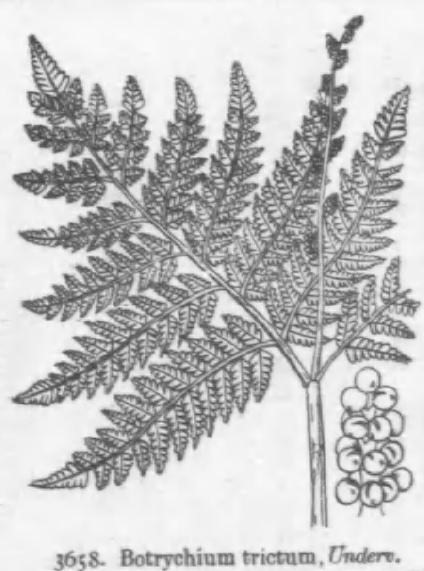
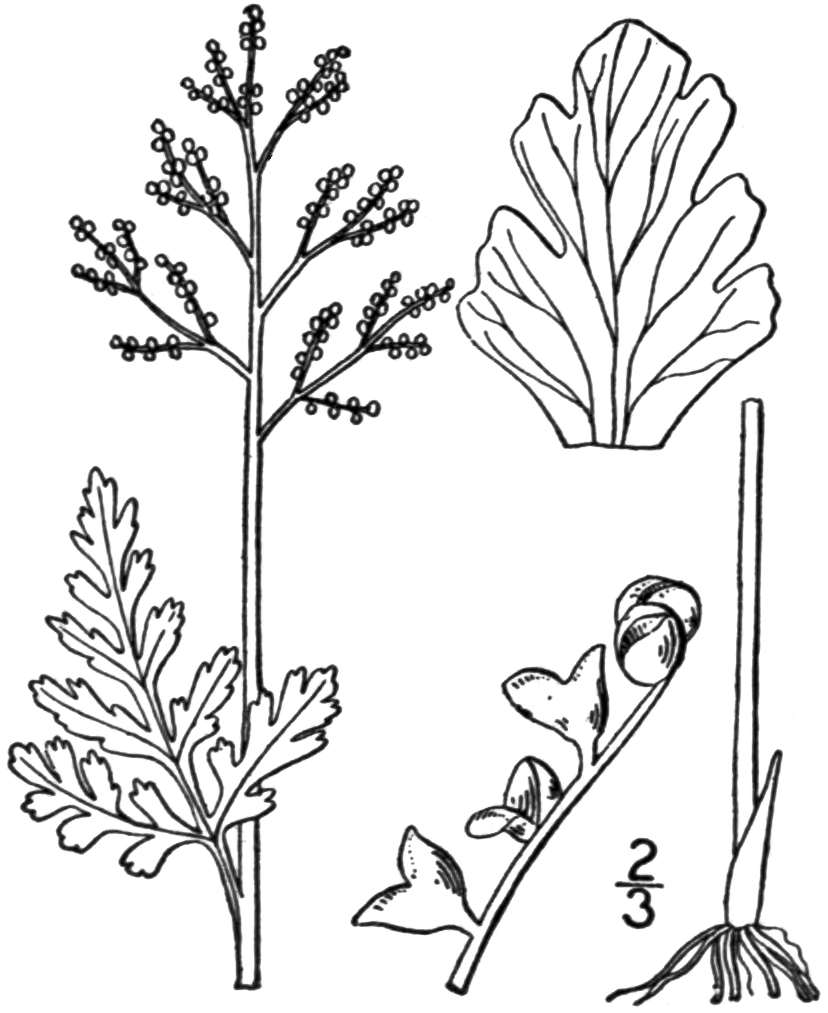

- Tập tin:Botrychium (genus).jpg